# АБА сезона 1972/73.
АБА сезона 1972/73. је била шеста сезона за Америчку кошаркашку асоцијацију. Пре почетка АБА сезоне Питсбург кондорси и Мајами флоридијанси су одустали, остављајући лигу са девет тимова. Међутим, АБА је одлучила да (први и једини пут) додели франшизу за проширење др Леонарду Блуму (председнику и извршном директору корпорације United States Capital Corporation), за милион долара, за играње у Сан Дијегу у Калифорнији, тиму названом Сан Дијего конквистадорси (међутим због свађе нису играли у Сан Дијего сортс арени, уместо тога су играли у Сан Дијего Питерсон гимназији). Касније је то значило да ће Мемфис тамси (раније Мемфис прос) прећи у Источну дивизију. Још једном, најбољи тим регуларне сезоне није освојио АБА финале, са Индијана пејсерсима (који су имали 4. најбољи рекорд), предвођени МВП-ом плеј-офа Џорџом Мекгинисом, освојивши АБА шампионат, 4 утакмице према 3 над Кентаки колонелсима. · 

## АБА тимови
| 1972/73. Америчка кошаркашка асоцијација |                           |                                                                                                  | |                               |
| Дивизија                                 | Екипа                     | Град                                                                                             | Арена | Капацитет                     |
| Исток                                    | Каролина кугарси          | Гринсборо, Северна Каролина Шарлот, Северна Каролина Рали, Северна Каролина                      | Гринсборо колосеум Шарлот колосеум Дортон арена                                                          | 15.000 9.605 7.610            |
| Исток                                    | Кентаки колонелси         | Луивил, Кентаки                                                                                  | Фридом хол                                                                                               | 16.664                        |
| Исток                                    | Мемфис тамси              | Мемфис (Тенеси)                                                                                  | Мид-саут колосеум                                                                                        | 10.085                        |
| Исток                                    | Њујорк нетси              | Јуниондејл (Њујорк)                                                                              | Насау ветеранс мемориал колосеум                                                                         | 13.571                        |
| Исток                                    | Вирџинија сквајерси       | Норфок (Вирџинија) Хемптон (Вирџинија) Ричмонд (Вирџинија) Сејлем (Вирџинија) Роанок (Вирџинија) | Олд Доминион јуниверзити филдхаус Хемптон колосеум Ричмонд арена Сејлем Сивик центар Роанок Сивик центар | 5.200 9.777 6.000 6.820 9.828 |
| Запад                                    | Далас чапаралси           | Јуниверсити Парк (Тексас) Далас                                                                  | Муди колосеум Далас Меморијал аудиторијум                                                                | 8.998 9.815                   |
| Запад                                    | Денвер рокетси            | Денвер, Колорадо                                                                                 | Денвер аудиторијум арена                                                                                 | 6.841                         |
| Запад                                    | Индијана пејсерси         | Индијанаполис, Индијана                                                                          | Индијана стејт фарм колосеум                                                                             | 10.000                        |
| Запад                                    | Сан Дијего конквистадорси | Сан Дијего, Калифорнија                                                                          | Петерсон гимназијум                                                                                      | 3.668                         |
| Запад                                    | Јута старси               | Солт Лејк Сити, Јута                                                                             | Солт палас                                                                                               | 12.166                        |

## Коначан поредак регуларне сезоне
Ута = утакмице, Поб = победе, Изг = изгубљене, П% = проценат победа, ЗЛП = Заостајање за лидером у победама
| Источна дивизија |                     |     |     |     |      |     |
| #                | Екипа               | Ута | Поб | Изг | П%   | ЗЛП |
| 1                | Каролина кугарси    | 84  | 57  | 27  | 67,9 | -   |
| 2                | Кентаки колонелси   | 84  | 56  | 28  | 66,7 | 1   |
| 3                | Вирџинија сквајерси | 84  | 42  | 42  | 50,0 | 15  |
| 4                | Њујорк нетси        | 84  | 30  | 54  | 35,7 | 27  |
| 5                | Мемфис тамси        | 84  | 24  | 60  | 28,6 | 33  |

| Западна дивизија |                           |     |     |     |      |     |
| #                | Екипа                     | Ута | Поб | Изг | П%   | ЗЛП |
| 1                | Јута старси               | 84  | 55  | 29  | 65,5 | -   |
| 2                | Индијана пејсерси         | 84  | 51  | 33  | 60,7 | 4   |
| 3                | Денвер рокетси            | 84  | 47  | 37  | 56,0 | 8   |
| 4                | Сан Дијего конквистадорси | 84  | 30  | 54  | 35,7 | 25  |
| 5                | Далас чапаралси           | 84  | 28  | 56  | 33,3 | 27  |

## Статистички лидери сезоне

### Основни показатељи
| Индикатор   | Играч         | Тим                       | Укупно | Играч          | Тим                 | По мечу |
| ----------- | ------------- | ------------------------- | ------ | -------------- | ------------------- | ------- |
| Поени       | Ден Ајсел     | Кентаки колонелси         | 2292   | Џулијус Ирвинг | Вирџинија сквајерси | 31,9    |
| Скокови     | Артис Гилмор  | Кентаки колонелси         | 1476   | Артис Гилмор   | Кентаки колонелси   | 17,6    |
| Асистенција | Чак Вилијамс  | Сан Дијего конквистадорси | 582    | Бил Малкони    | Њујорк нетси        | 7,4[a]  |
| Украдене    | Били Канингем | Каролина кугарси          | 216    | Фати Тејлор    | Вирџинија сквајерси | 2,7[b]  |
| Блокада     | Артис Гилмор  | Кентаки колонелси         | 259    | Артис Гилмор   | Кентаки колонелси   | 3,1[c]  |

- a  На сајт basketball-reference.com најбољи у погледу просечних асистенција по утакмици је наведен као Сан Диего конквистадорсов бек Чак Вилијамс (7.0), док Бил Малкони тамо није ни поменут[4]. Због повреде, Малкони је ове сезоне одиграо само 61 утакмицу, а с обзиром на то да за пласман у АБА играч мора да одигра најмање 70 утакмица од 84 или да направи најмање 250 асистенција, онда би Била ипак требало сматрати лидером по асистенцијама, он је уписао 453 асистенције.[5].
- b  На сајту basketball-reference.com није јасно зашто је ове сезоне је приказана само укупна статистика играча о украденим лоптама, а подаци о просечном сету украдених по утакмици нису доступни, па се наводи најбољи од првих пет водећих у укупној статистици[4].
- c  На сајту basketball-reference.com није јасно зашто је  ове сезоне је приказана само укупна статистика играча о блокираним шутевима, а подаци о просечном скупу блокираних шутева по утакмици нису доступни, стога се наводи најбољи од пет лидера у укупној статистици[4].

## Награде и признања
- Награда АБА за најкориснијег играча: Били Канингам, Каролина кугарси
- Новајлија године: Брајан Тејлор, Њујорк нетси
- Тренер године: Лари Браун, Каролина кугарси
- МВП плеј-офа: Џорџ Мекгинис, Индијана пејсерси
- МВП утакмице свих звезда: Ворен Џабали, Денвер рокетси

| - Ол-АБА први тим - Били Канингам, Каролина кугарси - Џулијус Ирвинг, Вирџинија сквајерси, (2. пут изабран) - Артис Гилмор, Кентаки колонелси, (2. пут изабран) - Џими Џонс, Јута старси - Ворен Џабали, Денвер рокетси | - Ол-АБА други тим - Џорџ Мекгинис, Индијана пејсерси - Ден Ајсел, Кентаки колонелси, (3. пут изабран) - Мел Денијелс, Индијана пејсерси (5. пут изабран) - Ралф Симпсон, Денвер рокетси, (2. пут изабран) - Мек Келвин, Каролина кугарси, (2. пут изабран) | - Ол-АБА руки тим - Џим Џонс, Њујорк нетси - Џорџ Гервин, Вирџинија сквајерси - Џејмс Силас, Далас чапаралси - Брајан Тејлор, Њујорк нетси - Денис Војчик, Каролина кугарси |